# Parrett
La Parrett est un cours d'eau qui coule vers le nord à travers les comtés de Dorset et de Somerset dans le sud-ouest de l’Angleterre avant de se jeter dans l’océan Atlantique.

## Géographie
Affluents :

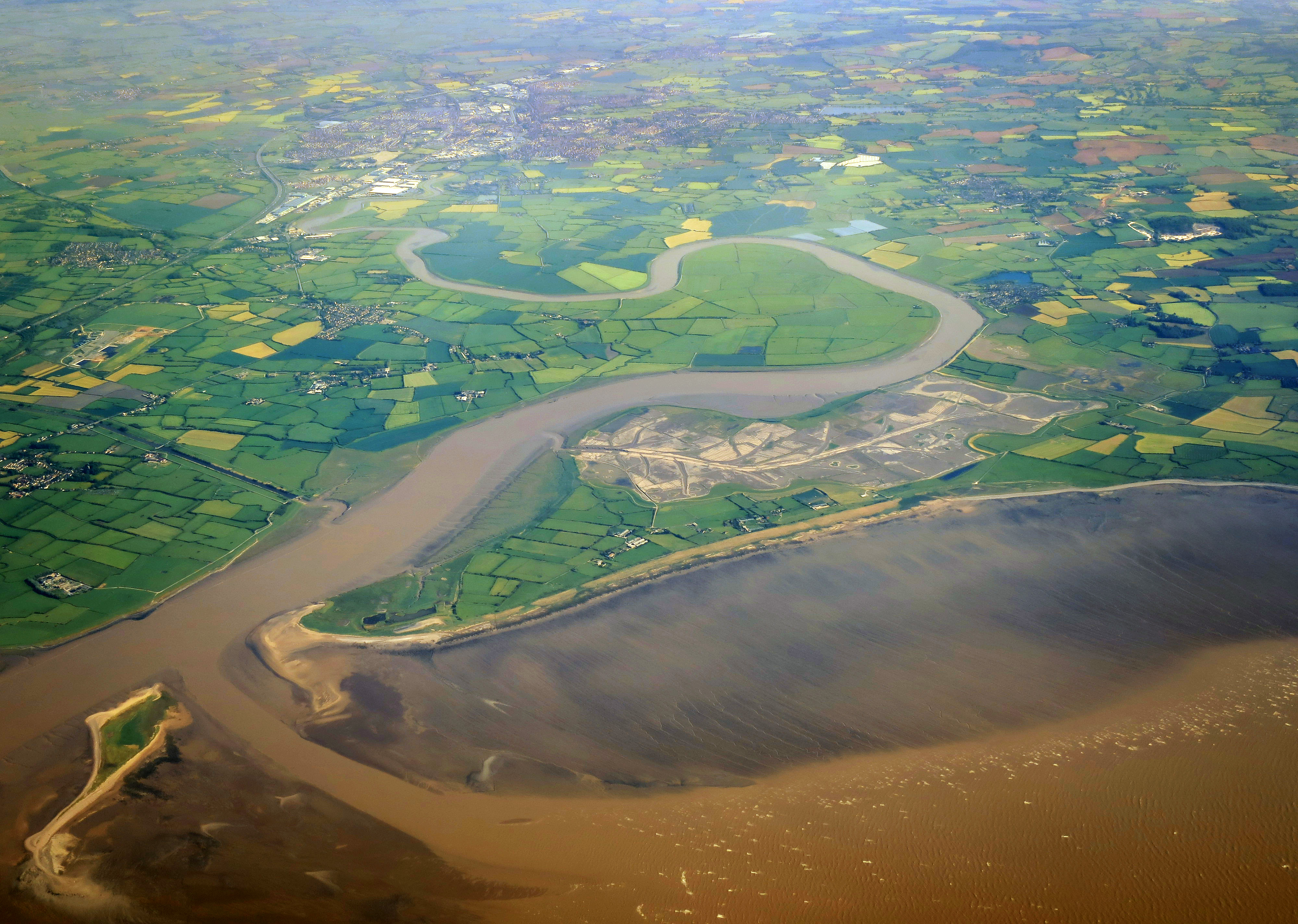
Vue aérienne de la Parrett.

- Yeo (en rive droite) confluent à Langport

## Biodiversité
De janvier à mai, des anguilles européennes apparaissent dans la rive, qui peuvent être capturées avec une épuisette : seul moyen légal de les attraper,. Une série de canaux pour les anguilles ont été construits au King's Sedgemoor Drain (en) pour protéger cette espèce en danger. Des caméras ont montré qu'en une seule nuit 10 000 anguilles ont migré à contre-courant de la rive,.

### Traduction
- (en) Cet article est partiellement ou en totalité issu de l’article de Wikipédia en anglais intitulé « River Parrett » (voir la liste des auteurs).